# 六條御息所

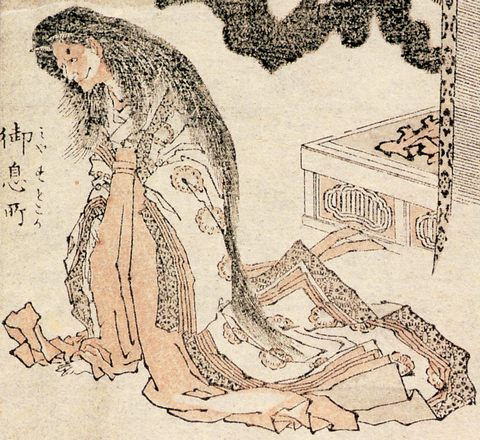
葛饰北斋在《北斋漫画》中描绘的六條御息所

六條御息所（日语：／〔〕），是紫式部小說《源氏物語》的角色。她十六歲時被選為東宮妃，但是在她二十歲時丈夫東宮未即位就過世了，兩人之間生有一女秋好中宮。

## 名稱由來
御息所最初的本意是天皇休憩之處。後來，女御或更衣若有生下皇子皇女者，亦被稱為御息所。在榮華物語中，未生下皇胤的女御、更衣也使用此稱呼，後來只要是女御、更衣以下的嬪妃皆可稱為御息所。而六条御息所曾是前任東宮之妃，再加上和前東宮生下一女，因此得稱御息所；六条，則是出自其宅邸位於京都六條一帶而得名，因此六条御息所的本意是：住在六條、生有皇胤之妃子。而部分中文翻譯又將六條御息所譯為「六条妃子」。

## 人物概述
六條御息所氣質高貴，是個高雅風尚的美人，不但有教養，也很有知識，自從喪夫以來便一直不輕易與人交往，過著清淡順和的寡居生活。但是在二十四歲那年，卻與小她八歲的光源氏熱戀。她對源氏的愛情是全心全意的，由於擔心被別人說閒話，因此希望源氏也能對她付出同等的愛情。
源氏却找到貌似心中暗戀之藤壺女御的女孩，即為後來的紫之上，因此源氏與六條御息所的往來也少了。之後，源氏的正妻葵之上有孕，在賀茂祭那天乘牛車出遊，不巧六條御息所也私下搭著牛車前往。兩方的隨從因為爭奪停車位而大打出手，六条御息所的牛車在爭執中，不但被葵之上的隨從打的破爛不堪，就連用來隻稱牛車的橫軛也折斷了，只好退到一旁，並將牛車依靠在其他牛車後頭，才得以穩住車身。葵之上方面的隨從甚至藉著一些酒意，辱罵六條御息所只不過是個情婦而已。待光源氏騎著馬風度翩翩的經過葵之上的牛車時，禮貌的點了一下頭示意，而退到車隊後方的六条御息所，又羞又氣。內心受創的六條御息所回家之後，從此開始覺得自己的靈魂常常恍惚出竅一樣，她的生靈開始不斷折磨著正在待產的葵之上，葵之上在產後遭到她生靈襲擊而死。
發覺自己生靈出竅殺人的六條御息所自知已經不能見容於源氏，便與之分手。藉由伊勢齋宮退位、其女被選為繼任者為契機，六條御息所決定陪伴女兒一同前往伊勢，這時她已經三十歲了。一直到朱雀帝退位，更換伊勢齋宮，六條御息所才又與女兒一同回到京都。回到京都的六條御息所，整理了從前居住的六条舊邸，便削髮出家為尼，不久之後重病不起。源氏聽聞此事後，前往探望她，而六條御息所的遺言是要源氏好好照顧她的女兒，並拜託多情善變的光源氏，千萬不要對自己的女兒出手，之後便過世了，結束她三十六歲的一生。
源氏收其女為養女，嫁入宮中做冷泉帝的女御。後來冷泉帝因私下得知源氏是其生父的事，封他為准太上天皇，並將六條院賜給他，其中也包括六條御息所的舊邸，後來源氏將舊邸的區域改建為秋之町，做為秋好中宮歸寧時的住宅。
六條御息所的故事在她死後並沒有完結。源氏晚年娶了以退位的朱雀院之女三宮做正室，使紫之上充滿苦惱，最後臥病不起。六條御息所的亡靈糾纏紫之上，使紫之上一度斷氣，後來亡靈也曾經纏上女三宮，使她在病弱之餘決心出家。於是自古以來，有很多改編自源氏物語的作品，都將六條御息所寫作是嫉妒心很重的瘋狂女性。能樂作品「葵上（あおいのうえ）」（四番目物）、「野宮（ののみや）」（三番目物）都有六條御息所登場，其中「葵上」的六條御息所更以般若之面而聞名。